# Leopold Žužek
Leopold Žužek, slovenski pravnik in politik, * 11. september 1877,  Žužemberk, † 5. september 1927, (?). 
Študij prava je končal z doktoratom leta 1901.  Služboval je v raznih upravnih službah v Ljubljani, Postojni, Novem mestu in Kamniku. Med prvo svetovno vojno je bil v službi pri kranjski deželni vladi v Ljubljani, po vojni pa je postal zapisnikar sej Narodne vlade Kraljevine Srbov, Hrvatov in Slovencev. Maja 1919 je bil z nazivom vladnega svetnika premeščen na Okrajno glavarstvo v Celje. Po izteku prehodnega upravnega obdobja je 9. julija 1921 predal posle Juru Hraševcu, ki je bil 14. maja 1921 kot prvi Slovenec izvoljen za župana v Celju.